# Христопулос, Стефанос
Сте́фанос Христо́пулос (греч. Στέφανος Χρηστόπουλος, 1876, Патры, — умер после 1906) — греческий борец, бронзовый призёр Летних Олимпийских игр 1896. Член спортивного клуба «Панахаики».
10 апреля 1896 года, на Летних Олимпийских играх, в четвертьфинале соревнований по борьбе Христопулос сражался с венгром Момчило Тапавицей. Матч длился очень долго, но в конце венгерский спортсмен сдался. В следующем раунде Христопулос боролся со своим соотечественником Георгиосом Цитасом. В ходе борьбы Христопулос получил травму после того, как Цитас с силой бросил его на землю. После этого, ему пришлось провести несколько дней в постели. Но в итоге, спортсмен занял третье место.
В обычной жизни он был торговцем рыбой.